# Лизбет Трикет
Лизбет „Либи“ Констанс Трикет (по баща Лентън) (на английски: Lisbeth „Libby“ Constance Trickett, Lenton) е австралийска плувкиня.
Носителка е на 6 медала от олимпийски игри (3 златни, 1 сребърен и 2 бронзови). Тя е световна рекордьорка в дисциплините 100 m свободен стил в 25-метров басейн и 100 m бътерфлай.
През 2008 г. става олимпийска шампионка в Пекин на 100 m бътерфлай с време 56.73.